# エクストリーム・クートゥア
エクストリーム・クートゥア（Xtreme Couture）は、アメリカ合衆国の総合格闘技ジム。

## 概要
ランディ・クートゥアが、2007年2月3日にネバダ州ラスベガスに本拠地となるジムを開設。カナダのトロントにも系列ジムを有する。

## コーチングスタッフ
- ランディ・クートゥア - ヘッドコーチ
- レイ・セフォー - 打撃コーチ
- エリック・ニックシック
- ジェイク・シールズ

## 主な所属選手
- フランシス・ガヌー（元UFC世界ヘビー級王者）
- ミーシャ・テイト（UFC世界女子バンタム級王者）
- コーディ・ガーブラント（元UFC世界バンタム級王者）
- ショーン・ストリックランド（元UFC世界ミドル級王者）
- パトリック・ミックス （Bellator世界バンタム級王者）
- サディブー・シー（PFLウェルター級トーナメント優勝）
- マーヴィン・ヴェットーリ
- ハファエル・アスンソン
- ケビン・リー
- ダン・イゲ
- ティモシー・ジョンソン
- クリス・カーティス
- エドメン・シャバージアン
- エヴァン・ダナム
- ブライアン・キャラウェイ
- ブラッド・タヴァレス
- ミシャ・サークノフ
- ロイ・ネルソン
- ライアン・クートゥア（英語版）
- ジョセフ・ベナビデス
- ティム・エリオット
- ロマン・ドリーゼ
- マネル・ケイプ
- ケイシー・オニール
- アミル・アルバジ

## 元所属選手
- ランディ・クートゥア（UFC世界ヘビー級、UFC世界ライトヘビー級王者）
- ビクトー・ベウフォート（UFC世界ライトヘビー級王者）
- フォレスト・グリフィン（UFC世界ライトヘビー級王者）
- ライアン・ベイダー （Bellator世界ライトヘビー級王者、Bellator世界ヘビー級王者）
- アリスター・オーフレイム （Strikeforce世界ヘビー王者、DREAMヘビー級暫定王者）
- ヒース・ヒーリング
- フランク・トリッグ
- グレイ・メイナード
- マルティン・カンプマン
- タイソン・グリフィン
- アミール・サダロー
- マイク・パイル
- ジェームス・トンプソン
- キム・クートゥア
- ジーナ・カラーノ